# Winford Boynes
Winford Gladstone Boynes III (Greenville, 17 maggio 1957) è un ex cestista statunitense, professionista nella NBA e in Francia.

## Carriera
Venne selezionato dai New Jersey Nets al primo giro del Draft NBA 1978 (13ª scelta assoluta).